# Baía de Phang Nga
A baía de Phang Nga (em tailandês: อ่าวพังงา; RTGS: ao phangnga; AFI: /ʔàːw pʰāŋ.ŋāː/) é uma baía no estreito de Malaca, situada entre a ilha de Phuket e a a parte continental do istmo de Kra, no sul da Tailândia. Desde 1981 que uma grande parte da baía é uma área protegida denominada Parque Nacional de Ao Phang Nga.
Na baía há várias escarpas calcárias com cavernas, sistemas de cavernas desmoronadas e sítios arqueológicos. Há cerca de 10 000 anos, quando o nível do mar era mais baixo, era possível caminhar desde Phuket a Krabi.[carece de fontes?]

## Etimologia e história
Phang Nga é a transliteração tailandesa moderna da palavra malaia pangan, que literalmente significa povo bárbaro, pagão ou primitivo; quando usado como nome próprio geralmente refere-se a povos que vivem sobretudo áreas de selva praticamente desabitadas da península malaia e das ilhas ao seu largo. Historicamente, quando as tropas siamesas derrotaram e expulsaram os birmaneses da região em 1824, o rei Rama III rebatizou uma grande área adjacente à baía. Este abastardamento do malaio pangan indica que muito provavelmente a região era habitada por Orang Asli ou outro povo aborígene.[carece de fontes?]

## Sítio Ramsar
O Parque Nacional de Ao Phang Nga foi declarado um sítio Ramsar em 2002 pela sua importância ecológico como zona húmida. A baía é pouco profunda, tem 42 ilhas e nela há várias zonas entremarés com florestas com pelo menos 20 espécies de manguezais. Há também zonas com fundos de ervas marinhas e recifes de coral.
A baía é habitat de pelo menos 88 espécies de aves, incluindo as ameaçadas Charadrius peronii e Limnodromus semipalmatus, 82 espécies de peixes, 18 de répteis, 3 de afíbios e 17 de mamíferos. Estas incluem o dugongo (uma espécie vulnerável), o gibão-de-mãos-brancas (Hylobates lar), o serau-de-sumatra (Capricornis sumatraensis) e o boto-do-índico (Neophocaena phocaenoides).
Os habitantes vivem sobretudo da pesca, recolha de folhas de palmeira nipa para telhados de colmo e turismo. Os turistas visitam a região devido sobretudo à beleza turisticas mas também aos seus sítios arqueológicos, nomeadamente os que têm pinturas com mais de mil anos.

## Na cultura popular
A mais famosa das muitas ilhas da baía é Ko Tapu, conhecida como ilha de James Bond, situada ao largo da ilha Ko Khao Phing Kan. Trata-se duma agulha de rocha calcária no meio do mar, que aparece nos filmes The Man with the Golden Gun ("007 - O Homem da Pistola Dourada"), de 1974, e 007 - O Amanhã Nunca Morre, de 1997.[carece de fontes?]
A baía foi também usada para as filmagens do planeta Kashyyyk do filme Star Wars: Episódio III – A Vingança dos Sith, de 2005.[carece de fontes?]